# Chaves (IPR)
Pour les articles homonymes, voir Chaves.

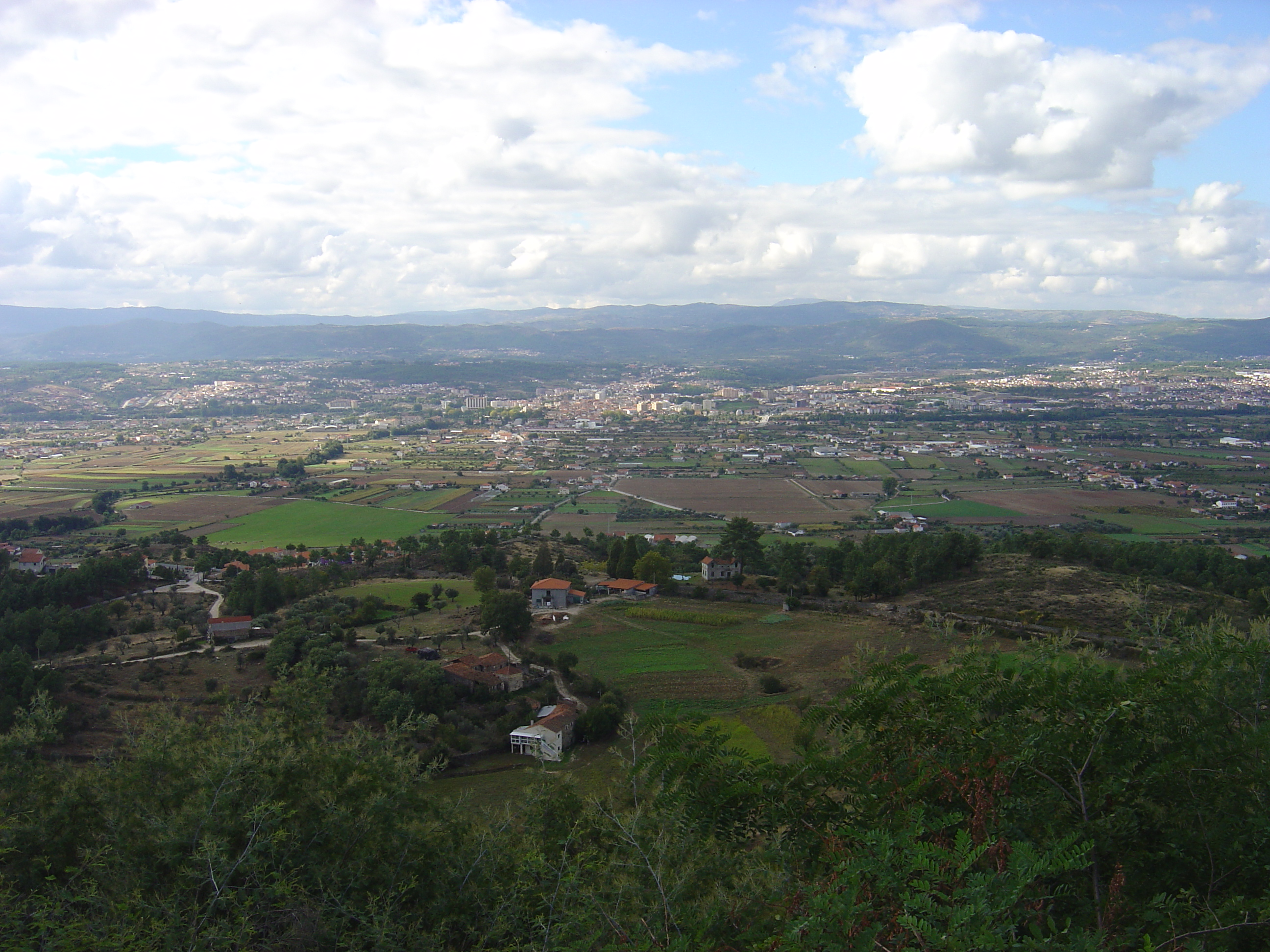
Ville de Chaves, Portugal,où est produit le vin IPR du même nom

Le chaves est un vin portugais avec Indicação de Proveniência Regulamentada (IPR).

## Géographie
Son terroir viticole se situe autour de la ville de Chaves dans le Trás-os-Montes et Haut Douro.

## Type de vin
Situé le long du rio Tâmega, le vignoble produit des vins à la robe lumineuse au style semblable à ceux produits dans l'appellation Douro. 

## Encépagement
Les cépages sont : Bastardo, Boal, Codega, Gouveio, Malvasia fina, Tinta carvalha et Tinta amarela.